# Arajuno
Arajuno è una parrocchia urbana dell'Ecuador, capoluogo dell'omonimo cantone, nella provincia del Pastaza.